# 土井利重
土井利重（日语：／ Doi Toshishige，1647年11月23日—1673年11月25日）是日本江戶時代前期的大名，下總古河藩主，土井氏宗家第3代。

## 生涯
正保4年10月27日（1647年11月23日），利重作為下總古河藩第2代藩主土井利隆的長子出生。萬治元年9月7日（1658年12月），利隆隱居，利重接任家督，並且出任古河藩第3代藩主。此時，利重賞賜其弟土井利益、叔父土井利長、土井利房各1萬石，另一名叔父土井利直則是5000石，因此古河藩的石高由13萬5000石下降至10萬石。同年閏12月27日，利重獲任命為從五位下大炊頭。
寬文4年（1664年），由於在利隆時期，總共有477名土井氏家臣領有100石以上，與此土井氏10萬9480石的知行相比，家臣佔的比例太高，因此利重便進行檢地鞏固藩政藩政。除此之外，由於利重分封了部份地方予土井一門，因此他將70名家臣派往分家，從而解決宗家人手過剩的問題。寬文7年（1667年），利重通過改革將家臣數目減少至264名，知行則減少至6萬9370石，領取高薪者，例如1萬石的則減至5000石，原本領有5000石的則減至3000石。此外，利重分別在寬文元年（1661年）和寬文12年（1672年）兩度精簡人手，兩次總共解僱了72名家臣，共1萬2630石。
延寶元年10月17日（1673年11月25日），利重死去，享年27歲，由養子其弟土井利久繼任家督。